# Élysée-Montmartre
Pour les articles homonymes, voir Élysée et Montmartre (homonymie).
Résidence
L'Élysée-Montmartre est une salle de spectacle parisienne située au 72 boulevard Marguerite-de-Rochechouart, au cœur du quartier de Montmartre et inaugurée en 1807.
Fermée en 2011 à cause d'un incendie, sa réouverture eut lieu le 15 septembre 2016.

## Histoire

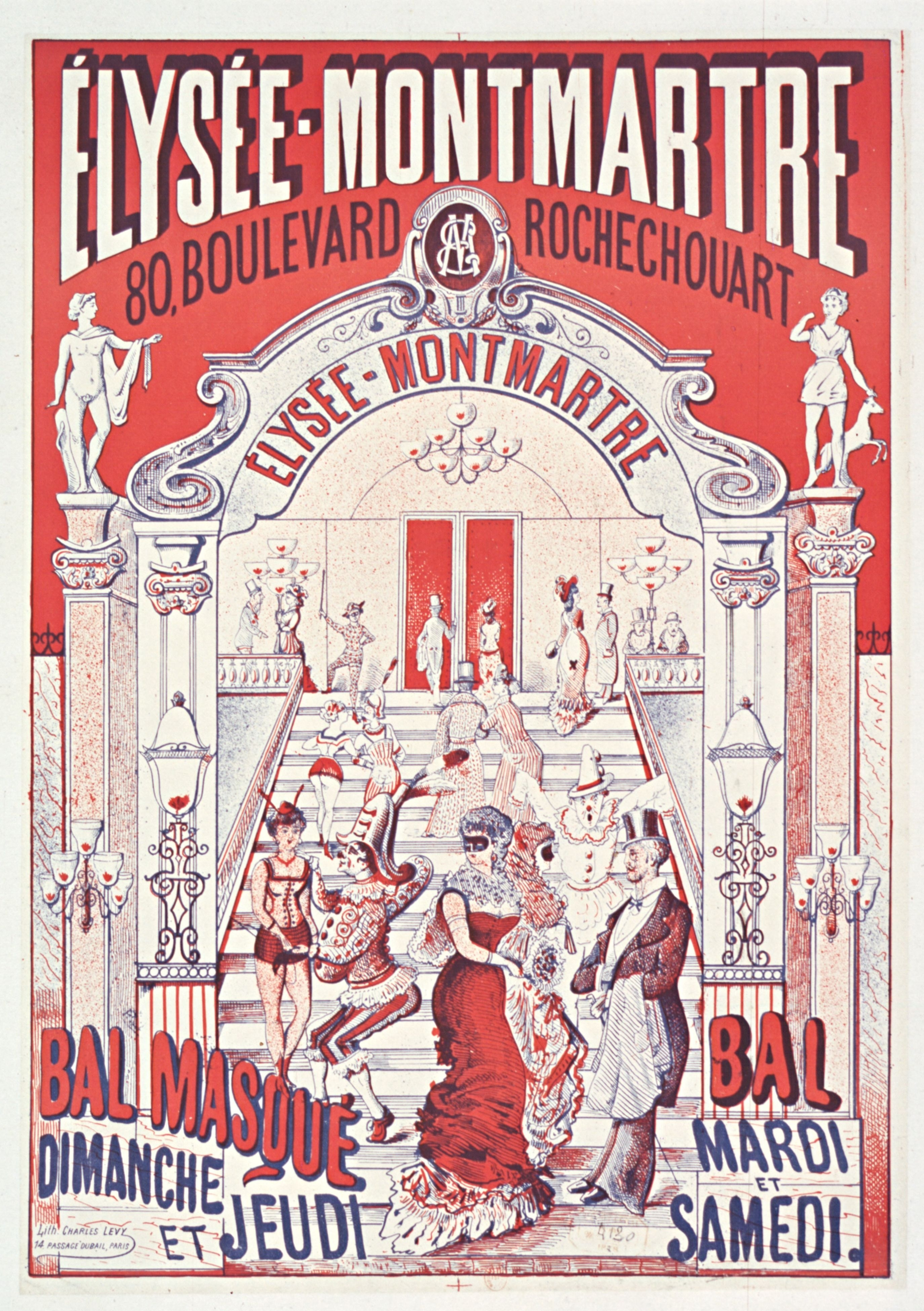
Bal masqué à l'Élysée-Montmartre (1878).

Ouverte en 1807,, l'Élysée-Montmartre est à ses débuts une salle de bal. On y pratique un nouveau style de danse : le quadrille naturaliste, ou cancan, exécuté notamment par Valentin le Désossé ou Grille d'Égout. L'établissement se compose alors de trois corps de bâtiment et d'un vaste jardin. Émile Zola décrit sa façade dans son roman L'Assommoir.
Joseph Oller et Charles Zidler, ayant entendu parler du succès des quadrilles à l'Élysée-Montmartre et qui veulent réconcilier la « bonne société » avec ce genre de spectacle, allèrent engager un grand nombre des artistes de l'Élysée-Montmartre pour l'ouverture en octobre 1889 de leur nouvel établissement : le Moulin-Rouge. Zidler remarque notamment La Goulue, qui deviendra l'une des plus célèbres danseuses de cabaret.
L'Élysée-Montmartre est aussi une source d'inspiration des peintres et artistes de la Butte (Toulouse-Lautrec y peindra de nombreux tableaux).
La salle servira de décor au Masque de Maupassant et accueillera la 100e représentation de L'Assommoir de Zola en 1879. On y donne aussi des fêtes costumées comme le bal des Quat'z'Arts.
Olivier Métra y dirige un orchestre composé de 40 musiciens.
Puis la programmation musicale de l'Élysée-Montmartre se diversifie et évolue.
La salle accueille sous la Commune de Paris un des principaux clubs révolutionnaires (lieux de discussions où « utopistes et enragés » refont le monde).

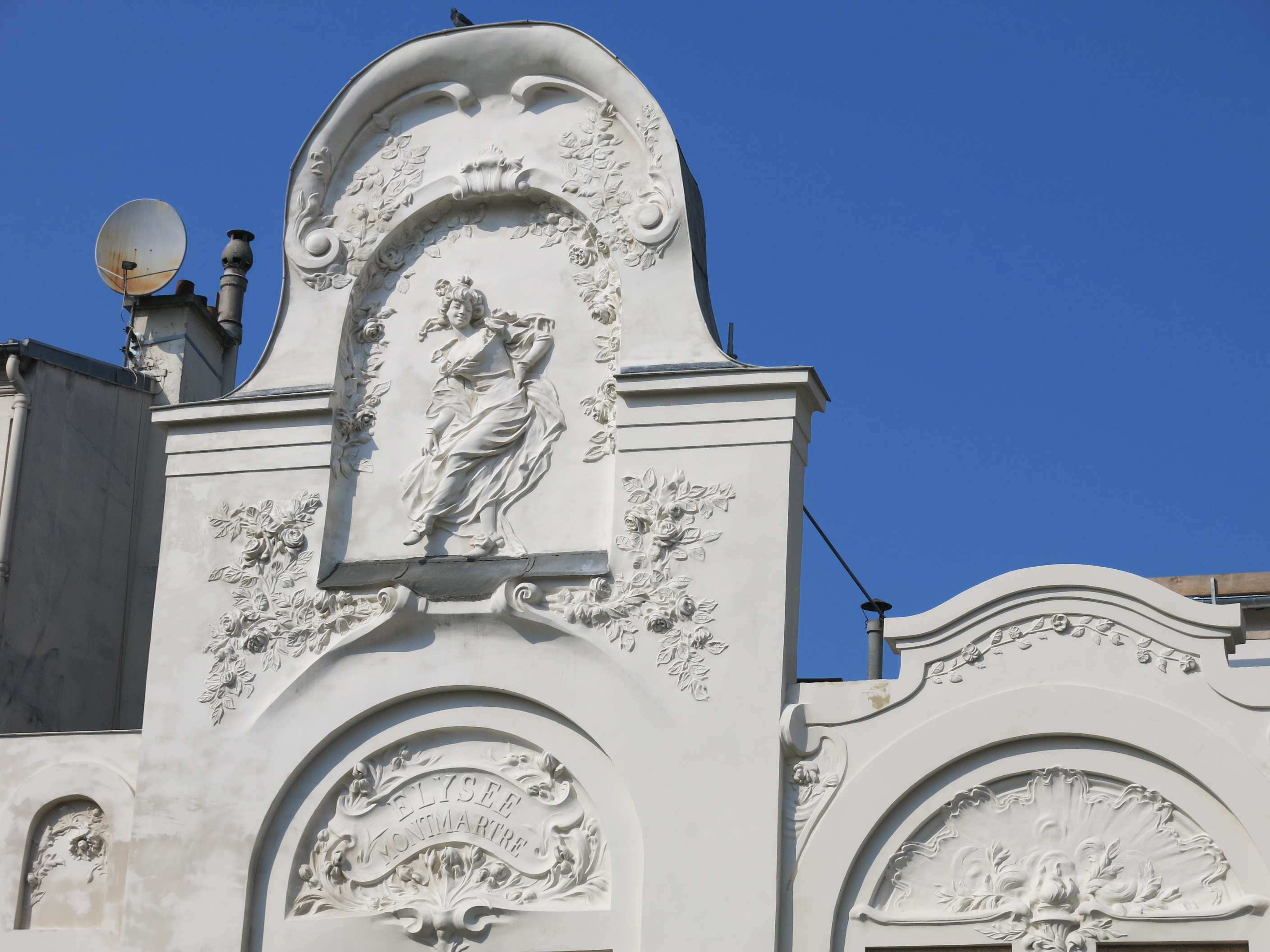
La façade avec un bas-relief venu du Bal Mabille.

En 1894, le jardin est supprimé pour faire place au Trianon-Concert. En 1897, l'Élysée-Montmartre est réaménagé par son nouveau propriétaire : on sépare le bal du caf'-conc. D'un côté, les tours de chants, les revues et autres poètes-chansonniers, et de l'autre, la danse et le patinage. Pour ce faire, l'architecte Édouard-Jean Niermans réutilise la structure du Pavillon de France édifié par Gustave Eiffel pour l'Exposition universelle de 1889.
Après un incendie en 1900, la salle sera ornée de décorations modern-style et un décor rococo.
L'Élysée-Montmartre accueillera, à partir de 1949, des combats de boxe et de catch, puis on y joue des spectacles de striptease.
En 1968, Jean-Louis Barrault y monte Rabelais, spectacle sur une musique de Michel Polnareff. La scène est installée sur un ring. L'année suivante, c'est Jarry sur la butte sur une musique de Michel Legrand.
En 1971, Philippe Khorsand y met en scène Oh! Calcutta! qui restera à l'affiche jusqu'en 1975.
Des artistes comme Jacques Higelin, Patti Smith, Diane Dufresne ou Alain Souchon y jouent en concert à partir de 1976, ainsi que de nombreux groupes de heavy metal. En 1983, c'est une opérette de Francis Lopez avec Georges Guétary.
En 1989, la salle est reprise par la société Garance Productions. Elle accueille des concerts rock indé, électro, metal, rap et reggae.
À partir de 1995, on y programme tous les 15 jours Le Bal de l'Élysée-Montmartre animé par le GOLEM (« Grand Orchestre de l’Élysée-Montmartre »), rendant ainsi la salle à sa vocation première.
Entre 1998 et 2009, des artistes du Congo se sont produits dans cette salle (Werrason, JB Mpiana, Koffi Olomidé, Ferre Gola et Fally Ipupa).[réf. nécessaire]
La salle a également accueilli David Bowie, Bon Jovi, Katy Perry, Bonnie Tyler, Avril Lavigne, Skid Row, The Gladiators, James Arthur, Marillion, Noir Désir, Vanessa Paradis, Alain Souchon, Alain Bashung, Louise Attaque, Queens of the Stone Age, Matthieu Chedid, Daft Punk, etc.

### Incendie du 22 mars 2011

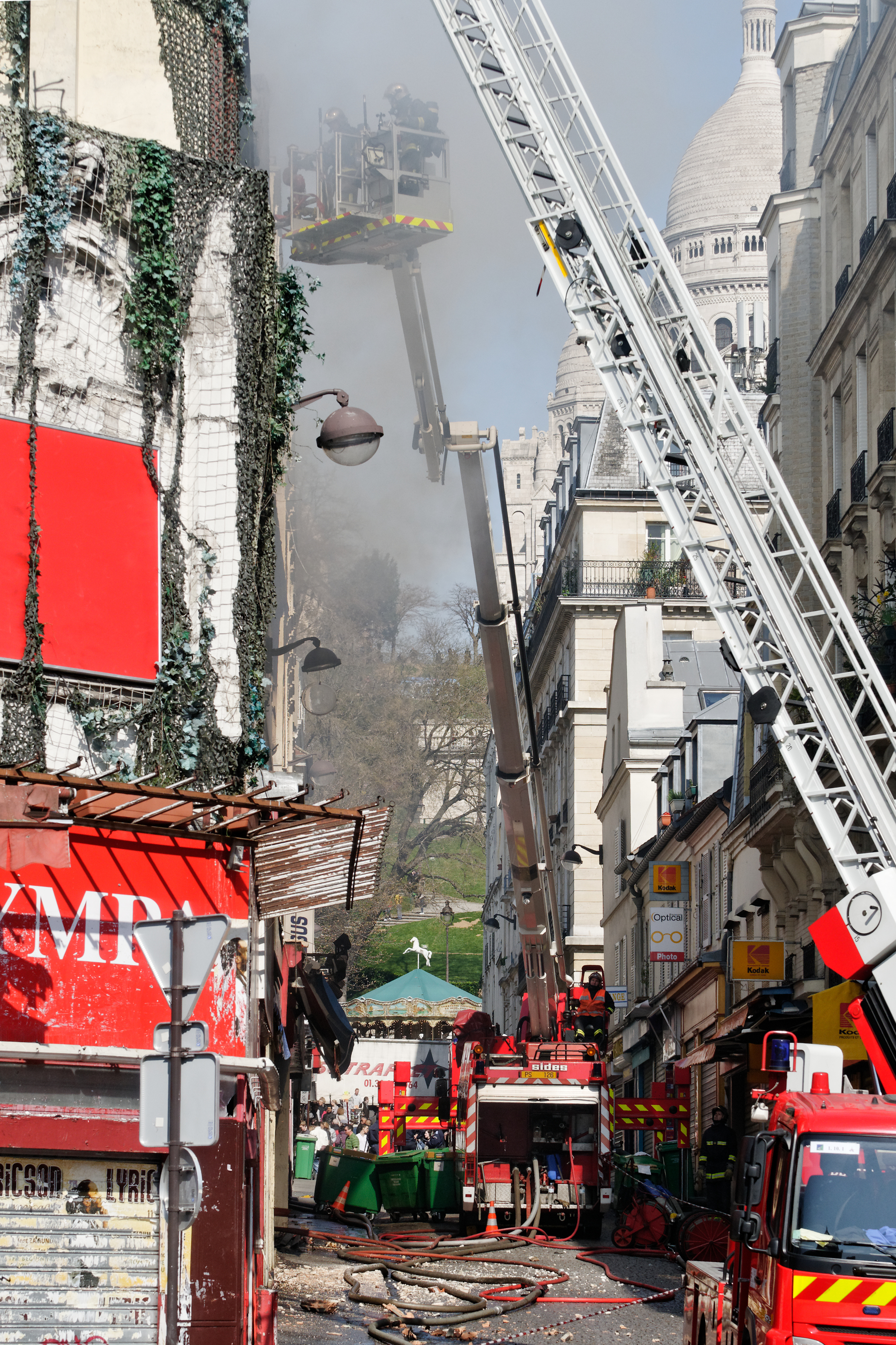
Intervention des sapeurs-pompiers.

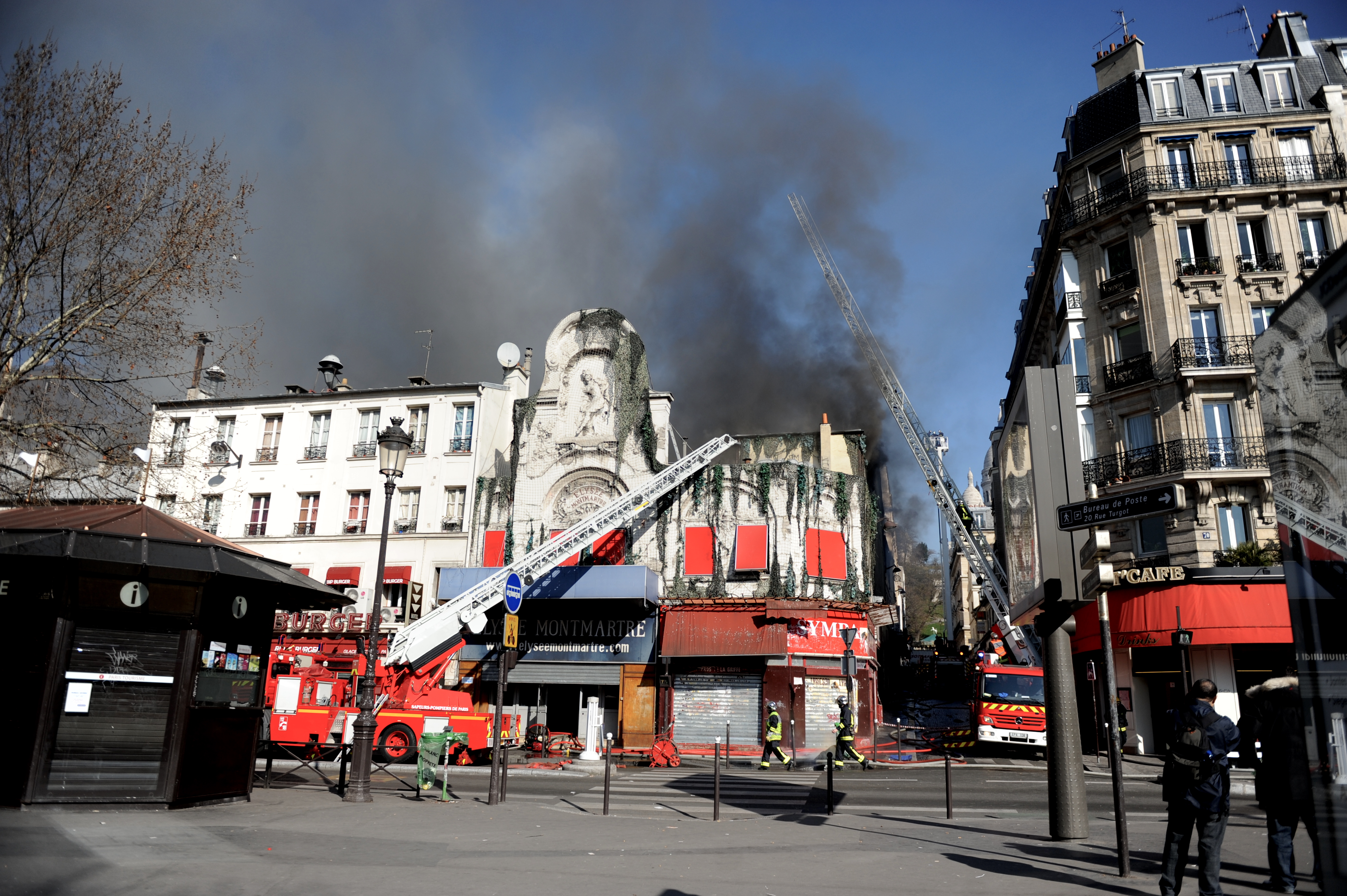
L'Élysée-Montmartre pris en charge par les Pompiers de Paris durant l'incendie du 22 mars 2011.

Le 22 mars 2011 vers 8 heures du matin, malgré les contrôles en règle de la préfecture, un incendie d'origine électrique se déclare dans la salle, qui était encore fermée à cette heure,. Neuf centres de secours, 18 engins et 72 sapeurs-pompiers ont été mobilisés a précisé un porte-parole des pompiers de Paris. Des trous auraient été percés dans les murs du bâtiment, afin que les gaz chauds puissent être évacués. L'incendie fut maîtrisé aux alentours de 11h30.
Le sinistre n'a pas fait de victime, mais les dégâts matériels sont importants. La structure métallique est déformée, murs et toit détruits, mais la façade est intacte.
L'origine de l'incendie est jugée accidentelle, provoqué par un terminal de carte bancaire défectueux.
À la suite du sinistre, le bail de Garance Productions n'est pas renouvelé, puis la société ferme en 2014.

### Réouverture en 2016
En 2014 la salle est rachetée par Julien Labrousse et son associé Abel Nahmias, également propriétaires du Trianon voisin, des travaux sont entrepris et la réouverture est envisagée dans le courant de l'année 2016.
Après 5 ans de fermeture et 2 ans de travaux (8 millions d'euros d'investissement), la salle rouvre ses portes le 15 septembre 2016, lors d’un concert de -M-.

## La salle

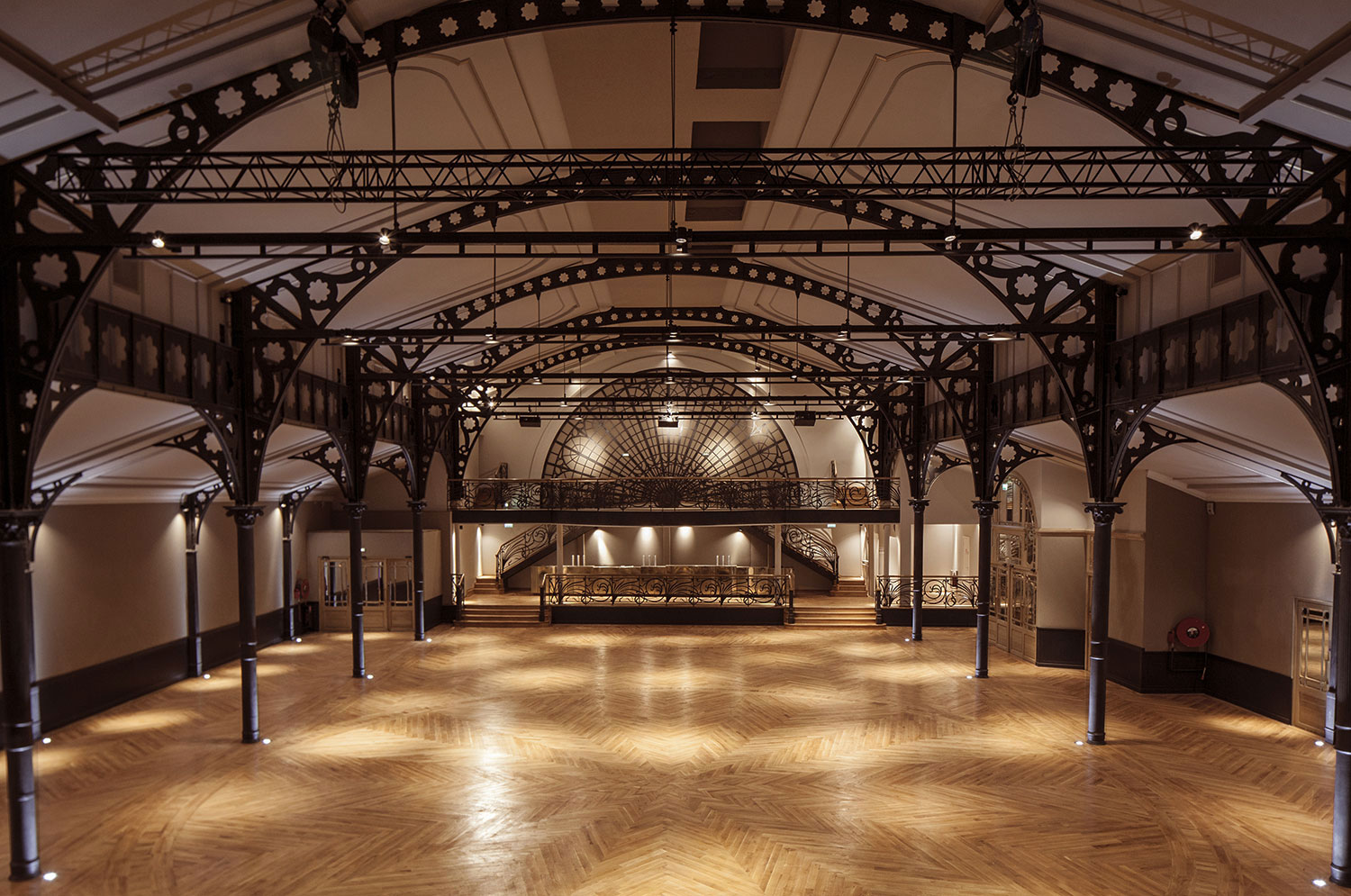
La salle.

L’Élysée-Montmartre, qui accueille aujourd’hui des concerts (1 380 places debout), est devenue en quelques années l’un des repaires des nuits parisiennes.
La façade sur le boulevard de Rochechouart et son retour sur la rue de Steinkerque, ainsi que le décor de la salle du dancing font l'objet d'une inscription au titre des monuments historiques depuis le 4 mars 1988.
La façade comporte à son sommet un bas relief venu du bal Mabille.
Ce site est desservi par la station de métro Anvers.